# 蔣孟育
蔣孟育（1558年—1619年），字道力，號恬庵，福建漳州府龍溪縣民籍泉州府同安县人。明朝政治人物、進士出身。

## 生平
幼颖慧，日记数千言，比长，通经史，能为古今文。万历十六年（1588年）戊子科舉人，萬曆十七年（1589年）聯捷己丑科進士，选庶吉士，以亲老归养，结伭云诗杜于芝山，扢扬风雅。家食十四年，始授简讨，歴任右赞善、左諭德兼翰林院侍讀、南京国子监祭酒，官至南吏部右侍郎。萬曆四十七年（1619年）卒，泰昌元年十二月赠南京吏部尚书。谥文介，祀乡贤。著有《恬庵遗稿》、《台阁文宪选粹》等。與張燮、鄭懷魁等號漳七子。

## 家族
曾祖蔣尚騰。祖父蒋相。父蒋玉山。